# Hinoi Pomare
Le prince Hinoi, né Teri'ihinoiatua Pōmare le 12 août 1869 à Papeete, au royaume de Tahiti, et mort le 28 mai 1916 à Arue, est un membre de la famille royale tahitienne, la maison Pōmare, fils de Teriʻitua Tuavira Joinville Pōmare et d'Isabelle Shaw et petit fils de la reine Pōmare IV de Tahiti,.
Il vit à la fois à l’époque du Protectorat français sur le royaume de Tahiti (1842-1880) et de la  Prise de possession effectuée en 1880 à la suite de la cession par son oncle Pōmare V de ses territoires à la France.
Neveu du roi Pōmare V, il est un temps présumé héritier au trône du royaume tahitien.
Une avenue importante du centre de Papeete porte son nom.